# Et tout le monde s'en fout
Et tout le monde s'en fout est une web-série diffusée en ligne depuis le 23 janvier 2017. Créée par Fabrice de Boni et Axel Lattuada, rejoints dès le deuxième épisode par Marc de Boni, elle met en scène un homme qui partage ses réflexions sur la société et l'actualité, en y mêlant humour, philosophie et développement personnel.
Elle reprend les codes des capsules vidéos de vulgarisation et de sensibilisation, très courantes sur internet, tout en y injectant une grande part de fiction.

## Synopsis
L3X@, interprété par Axel Lattuada, est un hackeur vivant isolé dans sa cave (dans une camionnette dans la saison 2, puis dans un grenier dans la saison 3 et enfin dans la saison 4 il occupe une tente). Il diffuse régulièrement des capsules vidéos sur internet pour tenter de faire réagir son public et le monde, avec un ton sentencieux et sarcastique. Il s'intéresse particulièrement aux causes comme le féminisme et l'écologie, mais aussi au développement personnel et à la psychologie. Sa sœur Zoé, interprétée par Solveig Anrep, le rejoint parfois et en profite pour lui faire la leçon.

## Fiche technique
- Titre original : Et tout le monde s'en fout
- Création : Fabrice de Boni et Axel Lattuada
- Réalisation : Fabrice de Boni
- Assistante de réalisation : Lucie Madec
- Scénario : Fabrice de Boni, Marc de Boni et Axel Lattuada
- Direction artistique : Axel Lattuada
- Décors : Aurélien Maillé
- Chef opérateur : Maxime Bonan
- Interprétation : Axel Lattuada, Solveig Anrep, Julien Joerger, Hugo André
- Montage : Axel Lattuada
- Musique : Jérôme Rebotier
- Production : Christophe Baudouin
- Société de production : Mia Productions
- Pays d'origine :  France
- Langue originale : français
- Format : couleur
- Genre : Comédie pédagogique
- Durée : ~4 minutes

## Production
L'idée est née des discussions entre Fabrice de Boni (auteur et réalisateur) et Axel Lattuada (auteur et comédien). Ils voulaient créer une fiction qui aborde un « sujet différent à chaque fois mais dont chacun mériterait (selon nous) que l’on s’y arrête quelques instants histoire de changer le monde (par exemple) ».
Ils sont rejoints dès le deuxième épisode par Marc de Boni, ancien grand reporter au Figaro et au Média, qui devient co-auteur et spin-doctor de la série. Face au succès déjà grandissant des aventures de L3X@, les trois auteurs décident de faire appel à Christophe Baudouin en tant que producteur.
Aujourd'hui, la série est produite par Mia Productions à raison de deux épisodes par mois.

## Accueil

### Audiences
La web-série connait un certain succès dès sa première vidéo, Les Femmes, qui dresse un bilan très négatif de la condition féminine à travers l'histoire.

### Accueil critique
Selon Télérama, le succès de la web-série tient au format adapté à Internet, mais aussi au travail de vulgarisation qui est fait à travers la vidéo.

## Livres
- Changer le monde, ça tient qu'à nous... Et tout le monde s'en fout, First, coll. « First Culture Générale », 11 octobre 2018  (ISBN 2-4120-3495-8)
- Punchlines - Petit précis de communication violente